# Il libro dei medium
Il libro dei medium o Guida dei medium ed evocatori (Le livre des médiums o Guide des médiums et des évocateurs nell'originale) è la seconda opera fondamentale sullo spiritismo scritta dal pedagogista francese Allan Kardec, pubblicata nel 1861 in Francia. Tratta dell'aspetto sperimentale ed investigativo della dottrina dello spiritismo, presentata come un orientamento teorico-metodologico capace di spiegare un ordine di fenomeni disprezzato dalla scienza: i cosiddetti fenomeni spiritici o medianici, che sarebbero causati dall'interazione di spiriti nella realtà fisica.

## Storia
Le prime ricerche fatte da Kardec erano su un fenomeno molto comune a metà del secolo XIX in Europa e negli  Stati Uniti: i cosiddetti tavolini giranti, in cui alcune persone si sedevano intorno ad un tavolo per distrarsi con strani movimenti prodotti dal mobile, che parevano indipendenti della volontà dei presenti (Pesoli, 1999). Nonostante il nome, c'erano spesso, secondo testimoni dell'epoca, anche fenomeni simili con altri oggetti. 
La ricerca lo fece convincere della ipotesi spiritica come il migliore modo di spiegare questi fenomeni di comunicazioni intelligenti. Kardec si convinse di questa ipotesi dopo avere osservato diversi fenomeni che non erano semplici agitazioni casuali, spiegabili con cause naturali, ma movimenti che sembravano ricorrere a sistemi simbolici per stabilire canali di comunicazione con un interlocutore.